# NWA世界ウェルター級王座
NWA世界ウェルター級王座（NWAせかいウェルターきゅうおうざ、英語: NWA World Welterweight Championship、スペイン語: Campeonato Mundial Welter de NWA）は、NWA（National Wrestling Alliance）本部の直轄するプロレスのタイトルである。

## 概要
メキシコでは150lbs（70kg）と170lbs（78kg）の間とされているが、必ずしも厳密ではない。
1948年のNWA発足に先駆け、1946年にメキシコのEMLL（現：CMLL）にて「世界ウェルター級王座」として創設され、8人トーナメントを制したエル・サントが初代王座を獲得。EMLLがNWAに参加した1952年にNWAの冠が付いた。
1980年代後半にEMLLがNWAを離脱すると、ミドル級、ライトヘビー級とともにNWA非公認となったが、NWAの冠は付いたままだった。
1992年、王者のミステリオッソがEMLLからAAAに移籍すると王座は空位となり、CMLLでは独自の世界ウェルター級王座を創設した。
その3年後にNWA王座が復活し、ネグロ・カサスが王座に就いたが、ジュニア8冠統一トーナメントで大谷晋二郎に敗れ、ウルティモ・ドラゴンを経て、ザ・グレート・サスケにより統一、1996年から1997年まではジュニア8冠王座のひとつとなっていた。
ジュニア8冠王座が解体された後は、ドラゴン・キッドが奪取して闘龍門に定着。日本とメキシコで防衛戦が行われた。2004年に闘龍門JAPANが名称をDRAGONGATEに改称されると、王座はしばらく空位となる（DRAGONGATEではオープン・ザ・ブレイブゲート王座を創設）が、2006年に再度王座決定戦が行われる。
2007年11月27日、大原はじめがCMLLに王者として参戦し、ラ・ソンブラがそれを奪取しCMLLに戻った。
2010年3月、NWAメキシコ代表のブルー・デーモン・ジュニアがCMLLに非公認となっているNWA3タイトルの停止を手紙で要請したが、CMLLからは返事がなかった。当時のチャンピオンメフィストは単にCMLLのタイトルであると発言した。2010年8月12日、CMLLはNWA王座返還と引き換えにNWAヒストリックウェルター級王座を創設し、返還された王座はNWAメキシコ（現在は消滅している）にてタイトルマッチが行われている。
2017年9月30日をもってNWAは加盟団体制度を終了し、NWA世界ヘビー級王座、NWA世界女子王座を除くそれまで認定していた王座は全て凍結の上空位となり、一部の王座は後に復活しているが、ウエルター級王座はNWA本部は復活をさせておらず、現在はNWA本部が認定していない王座となっている。